# Gregory Corso
Pour les articles homonymes, voir Corso.
Œuvres principales
- The Happy Birthday of Death  (1960)
- Long Live Man (1962)
- Elegiac Feelings American (1970)

Gregory Nunzio Corso (New York, 26 mars 1930 - Minneapolis, 17 janvier 2001) est un poète américain.
Il fut le quatrième membre majeur de la « Beat Generation », aux côtés de Jack Kerouac, Allen Ginsberg et William Burroughs.

## Biographie
Abandonné très tôt par sa mère, Gregory Corso est arrêté pour vol à l'âge de 16 ans, puis incarcéré  à la Clinton State Prison pendant trois ans. C'est en prison qu'il découvre la littérature et les classiques, et qu'il commence à écrire de la poésie. Une fois libéré, en 1950, il rencontre Allen Ginsberg dans Greenwich Village. Ginsberg présente peu après le jeune Corso aux autres membres de la scène Beat et l'encourage dans sa vocation poétique. Il participe à la lecture publique à la Six gallery le 7 octobre 1955. Le premier recueil de Corso, The Vestal Lady on Brattle est publié en 1955. Le deuxième, Gasoline, paraît en 1958, alors que le poète vit à Paris, au célèbre Beat Hotel. C’est également à Paris qu’il compose le recueil The Happy Birthday of Death (1960) et qu’est publié son unique roman, The American Express (1961), peu après suivi du recueil Long Live Man (1962). Sa vie chaotique et sa dépendance à l’héroïne expliquent en partie l’absence de publications dans les années qui suivent, mais Corso continue d’écrire et de participer à des lectures poétiques ; deux autres recueils paraissent dans les années 1970 et 1980, Elegiac Feelings American et Herald of the Autochthonic Spirit. En 1989, la publication de Mindfield : New and Selected Poems permet à un nouveau lectorat de découvrir son œuvre. Gregory Corso décède d'un cancer de la prostate le 17 janvier 2001. Ses cendres reposent désormais au Cimetière non catholique de Rome, non loin de la tombe du poète Percy Bysshe Shelley.

## Évocation artistique
Dans sa chanson de 1974, J'ai rêvé New York, l'écrivain et chanteur Yves Simon mentionne Gregory Corso. Il est également mentionné dans le poème I am not d'Allen Ginsberg (1983) et dans la chanson Key West (Philosopher Pirate), sur l'album Rough and Rowdy Ways de Bob Dylan (2020).

## Œuvre
Son premier recueil de poésie est publié à compte d'auteur en 1955 (avec l'aide d'amis de Harvard, où il a suivi des cours) : The Vestal Lady on Brattle and other poems (inédit en français). Cette première publication a lieu un an avant le premier recueil de poèmes de Ginsberg, et deux ans avant le Sur la route de Jack Kerouac. En 1958, Corso a étendu son répertoire poétique, qui est publié sous la référence numéro 8, de la série poétique « City Lights Pocket Poets » sous le titre Gasoline/Vestal Lady on Brattle.

## Publications

### Poésie
- The Vestal Lady on Brattle and Other Poems. Cambridge, Mass: Richard Brukenfeld, 1955.
- Gasoline. San Francisco: City Lights, 1958.
- The Happy Birthday of Death. New York: New Directions, 1960.
- Selected Poems. London: Eyre & Spottiswoode,1962.
- Long Live Man. New York: New Directions, 1962.
- Penguin Modern Poets 5, Gregory Corso, Lawrence Ferlinghetti, Allen Ginsberg Harmondsworth: Penguin Books, 1963.
- Elegiac Feelings America. New York: New Directions, 1970.
- Herald of the Autochthonic Spirit. New York: New Directions, 1981.
- Mindfield: New and Selected Poems. New York: Thunder’s Mouth, 1989

### Roman et théâtre
- The American Express. Paris: Olympia Press, 1961.
- In This Hung-up Age. Encounter, Vol. xviii, No 1, London: Secker, 1962.
- Standing on a Street Corner. New York: Evergreen Review, Vol. 6, No. 23, 1962.
- That Little Black Door on the Left. Pardon Me Sir, But Is My Eye Hurting Your Elbow? New York : Gies, 1968.

### Correspondance
- An Accidental Autobiography, The Selected Letters of Gregory Corso, edited by Bill Morgan. New York: New Directions, 2003.

### Poèmes et recueils parus en français
- Deux poèmes traduits par Alain Bosquet, dans Trente-cinq jeunes poètes américains. Paris :  Gallimard, 1960.
- Sentiments élégiaques américains : poèmes choisis, extraits de divers recueils (Gasoline, The Happy Birthday of Death, Long Live Man, Elegiac Feelings American), traduits par Pierre Joris. Paris : Christian Bourgois Éditeur, 1977.
- Cinq poèmes, traduits par Blandine Longre, The Black Herald n°3. Paris : Black Herald Press, 2012.
- Le Joyeux Anniversaire de la mort, poèmes choisis, traduits par Blandine Longre. Paris : Black Herald Press, 2014[2].